# Xenasteia excellens
Xenasteia excellens är en tvåvingeart som först beskrevs av Papp 1980.  Xenasteia excellens ingår i släktet Xenasteia och familjen Xenasteiidae.
Artens utbredningsområde är Tunisien. Inga underarter finns listade i Catalogue of Life.